# RG Hausen-Zell
Die Ringgemeinschaft Hausen-Zell ist eine Ringermannschaft, die derzeit in der Regionalliga Baden-Württemberg antritt. Sie ist ein Zusammenschluss aus den Ringervereinen der beiden Orte Hausen und Zell im Wiesental. In der Saison 2009/10 und von 2018 bis 2020 rang der Verein in der Ringer-Bundesliga.
1971 schlossen sich die 1955 gegründete Kraftsportabteilung des TV Hausen und der Athletik-Sportverein Zell i. W. (gegründet 1906) zur Ringgemeinschaft zusammen. Vier Jahre später stieg sie erstmals in die damals neu geschaffene 2. Bundesliga auf; 1986 verpasste sie als Vizemeister nur knapp den Aufstieg in die höchste Ringerklasse. 1992 stieg die RG in die drittklassige Oberliga ab. Seit 1998 kämpfen die Südbadener wieder in der 2. Bundesliga.
2004 wurde das A/B-Jugendteam vor heimischen Publikum Deutscher Mannschaftsmeister.
Am 20. Dezember 2008 gelang der ersten Mannschaft der RG Hausen-Zell durch einen 20:13-Heimsieg gegen den AB Aichhalden der erstmalige Aufstieg in die 1. Bundesliga. In der folgenden Bundesliga-Saison blieb man ohne Sieg und stieg wieder in die zweite Bundesliga ab.
Vom 1. bis 2. Mai 2009 trug die RG Hausen-Zell zum dritten Mal nach 1997 und 2004 eine deutsche Mannschaftsmeisterschaft aus.
| Platzierungen seit 2000 | Platzierungen seit 2000 | Platzierungen seit 2000        | Platzierungen seit 2000 | Platzierungen seit 2000 |
| ----------------------- | ----------------------- | ------------------------------ | ----------------------- | ----------------------- |
| 2000/01                 | 2. Liga                 | 2. Bundesliga Süd              | Platz 08 (von 10)       |                         |
| 2001/02                 | 2. Liga                 | 2. Bundesliga Süd              | Platz 08 (von 10)       |                         |
| 2002/03                 | 2. Liga                 | 2. Bundesliga Süd              | Platz 04 (von 09)       |                         |
| 2003/04                 | 2. Liga                 | 2. Bundesliga Süd              | Platz 05 (von 09)       |                         |
| 2004/05                 | 2. Liga                 | 2. Bundesliga Süd              | Platz 05 (von 10)       |                         |
| 2005/06                 | 2. Liga                 | 2. Bundesliga Süd              | Platz 10 (von 10)       |                         |
| 2006/07                 | 2. Liga                 | 2. Bundesliga Südwest          | Platz 04 (von 08)       |                         |
| 2007/08                 | 2. Liga                 | 2. Bundesliga Süd              | Platz 03 (von 09)       |                         |
| 2008/09                 | 2. Liga                 | 2. Bundesliga Süd              | Platz 01 (von 10)       | Aufstieg                |
| 2009/10                 | 1. Liga                 | 1. Bundesliga West             | Platz 10 (von 10)       | Abstieg                 |
| 2010/11                 | 2. Liga                 | 2. Bundesliga Süd              | Platz 04 (von 09)       |                         |
| 2011/12                 | 2. Liga                 | 2. Bundesliga Süd              | Platz 06 (von 010)      |                         |
| 2012/13                 | 2. Liga                 | 2. Bundesliga Süd              | Platz 9 (von 9)         | Abstieg                 |
| 2013/14                 | 3. Liga                 | Regionalliga Baden-Württemberg | Platz 2 (von 10)        |                         |
| 2014/15                 | 3. Liga                 | Regionalliga Baden-Württemberg | Platz 5 (von 10)        |                         |
| 2015/16                 | 3. Liga                 | Regionalliga Baden-Württemberg | Platz 5 (von 10)        |                         |
| 2016/17                 | 3. Liga                 | Regionalliga Baden-Württemberg | Platz 8 (von 10)        |                         |
| 2017/18                 | 2. Liga                 | Regionalliga Baden-Württemberg | Platz 2 (von 10)        | Aufstieg                |
| 2018/19                 | 1. Liga                 | 1. Bundesliga                  | Platz 7 (von 8)         |                         |
| 2019/20                 | 1. Liga                 | 1. Bundesliga                  | Platz 8 (von 8)         | Abstieg                 |